# Bahnhof Fridingen (b Tuttlingen)
Der Bahnhof Fridingen (b Tuttlingen) ist eine Betriebsstelle an der Bahnstrecke Tuttlingen–Inzigkofen. Er liegt am nördlichen Rand der Stadt Fridingen an der Donau. Der Bahnhof wurde 1890 in Betrieb genommenen und verfügt über Gleisanschlüsse zum nahe gelegenen Sägewerk und zum Hammerwerk Fridingen.
Das Empfangsgebäude befindet sich südlich der Gleise an der Bahnhofstraße. Es wurde von Josef Schlierholz entworfen und 1890 in einer Mischung aus Neuromanik und Schweizerstil errichtet. Das Gebäude ist ein dreigeschossiger Massivbau mit rechteckigem Grundriss und traufständigem Satteldach. Das Erdgeschoss ist mit Tuffstein, das erste und zweite Obergeschoss mit Holz verkleidet. An den Giebelseiten verfügt das Gebäude über Mittelrisaliten, das zweite Obergeschoss kragt über Konsolen vor. Das Empfangsgebäude steht unter Denkmalschutz.
Der Bahnhof Fridingen verfügt wie der Bahnhof Hausen im Tal über ein mechanisches Stellwerk der Einheitsbauart, das 1976 im Empfangsgebäude in Betrieb genommen wurde. Die Weichen, die Einfahr- und Ausfahrsignale, sowie die Schranken werden vom Fahrdienstleiter über Drahtzugleitungen gestellt und bedient. Der Bahnhof besitzt als Anpassung auf das angrenzende Elektronische Stellwerk Tuttlingen seit 2004 eine Zugnummernmeldeanlage mit einem separaten Bildschirm. In Richtung Hausen im Tal werden weiterhin telefonische Zugmeldungen durchgeführt.
Der Bahnhof verfügt über zwei Hauptgleise, die sich an einem Haus- und einem Zwischenbahnsteig befinden. Die Deutsche Bahn bedient Fridingen im zweistündlich (werktags zur HVZ stündlich) mit Regional-Express-Zügen zwischen Ulm Hbf und Donaueschingen, zudem halten einzelne Zugpaare des Ringzugs (Immendingen–Fridingen(–Sigmaringen)) am Bahnhof.

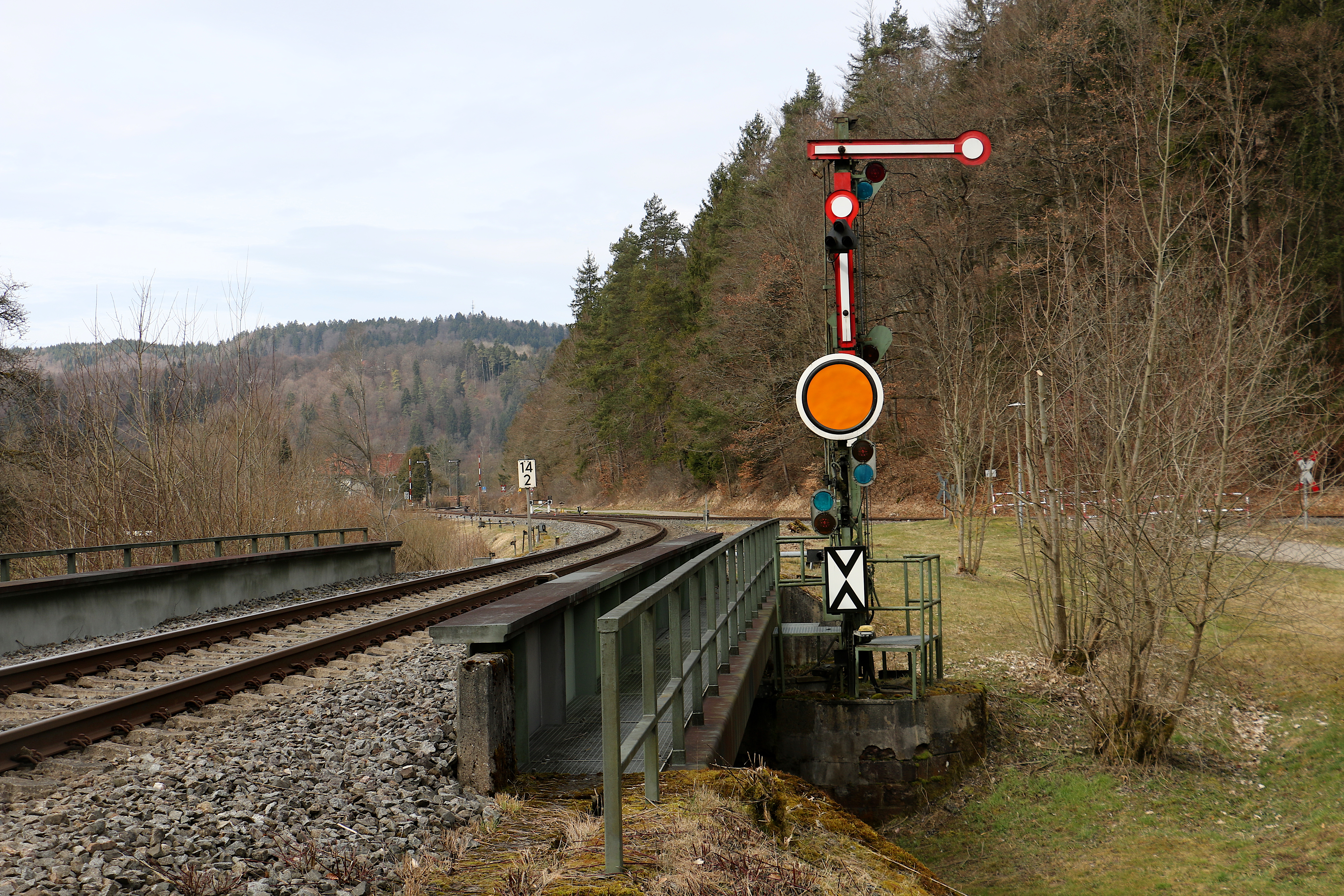
Formeinfahrsignal des Bf Fridingen (2018)
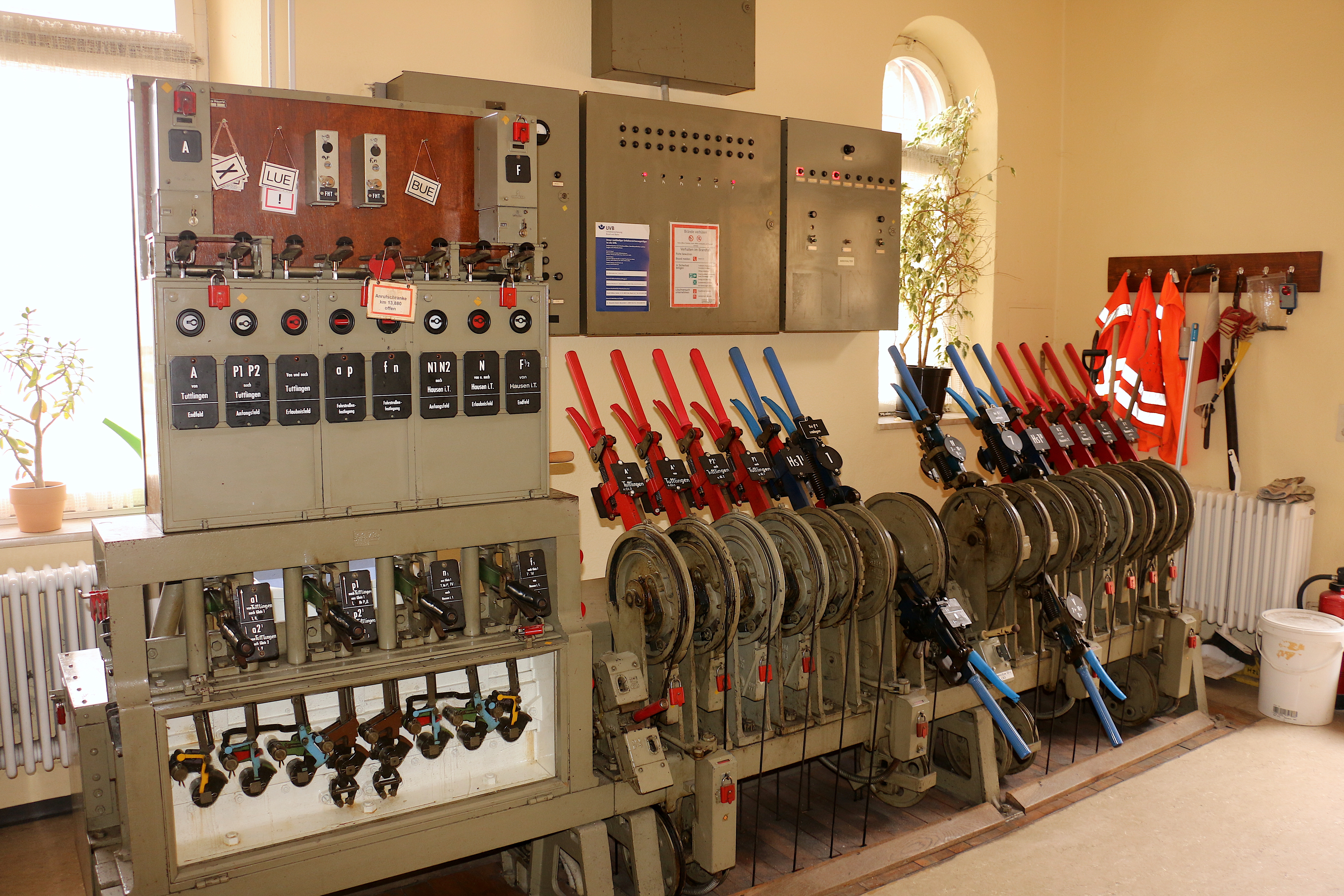
Das mechanische Stellwerk des Bahnhofs (2018)